# 友岡史仁
友岡 史仁（ともおか ふみと、1973年 - ）は、日本の法学者。日本大学法学部教授。専門は行政法、経済法。

## 略歴
和歌山県出身。1997年慶應義塾大学法学部法律学科卒業。1999年同大学院法学研究科修士課程修了。2003年同後期博士課程単位取得退学。2003年日本大学法学部専任講師。2006年助教授。2007年准教授。2013年教授。2010年より同大学院知的財産研究科の教員を兼務。

## 著書
- 『公益事業と競争法』（晃洋書房、2009年）
- 『ネットワーク産業の規制とその法理』（三和書籍、2013年）
- 『要説 経済行政法』（弘文堂、2015年）